# Tim Matavž
Tim Matavž, slovenski nogometaš, * 13. januar 1989, Šempeter pri Gorici.

## Klubska kariera
Matavž je nogomet začel igrati pri šestih letih v klubu ND Bilje. Leta 2004 je prestopil h klubu ND Gorica. V sezoni 2006/07 je igral kot napadalec za ta slovenski prvoligaški klub in v tej sezoni dosegel 11 golov, med katerimi je bil tudi edini gol Gorice v prvi kvalifikacijski tekmi za Pokal UEFA. Zadetek je dosegel proti klubu Rabotnički, tekmo pa je Gorica vseeno izgubila z 1:2.  
30. avgusta 2007 je Matavž podpisal petletno pogodbo z nizozemskim klubom FC Groningen. Pred prestopom so Tima v juniju 2007 povezovali tudi s klubom ACF Fiorentina. V klub je prišel kot menjava za urugvajca Luisa Suareza.
26. septembra 2007 je za FC Groningen v Pokalu NKBV proti klubu IJsselmeervogels zabil štiri gole. Za sezono 2008-09 je posojen klubu FC Emmen. V sezoni 2009/2010 pa je doživel preboj, ko je v nizozemskem prvenstvu za Groningen zabil 16 golov. Istega leta ga je selektor slovenske reprezentance Matjaž Kek tudi poklical v reprezentanco za svetovno prvenstvo v Južni Afriki, kjer je kot zamenjava s klopi nastopil le na zadnji tekmi skupinskega dela, kjer je Slovenija izgubila proti reprezentanci Anglije z 1:0. Prvi gol za reprezentanco je dosegel 9. oktobra 2010 na kvalifikacijski tekmi proti Ferskim otokom. Dosegel je kar hattrick kot eden najmlajših strelcev za slovensko reprezentanco. Leto 2010 je zaključil z izjemno prvo polovico sezone 2010/2011, v kateri je dosegel 10 zadetkov. 
Znana nogometna spletna stran Goal.com mu je poleti 2011 izkazala veliko priznanje, ko ga je postavila ob bok igralcem svetovnega kova kot so Romario, Ronaldo in Ruud van Nistelrooy ter napovedala, da bi lahko šel po njihovi poti. Zadnji dan poletnega prestopnega roka so iz moštva PSV sporočili, da je Matavž postal njihov igralec. Odškodnina naj bi znašala 7 milijonov evrov, s čimer je postal Matavž drugi najdražji slovenski nogometaš, za Zlatkom Zahovičem.

## Dosežki

#### ND Gorica
- Slovenska prva nogometna liga:

- Podprvak: 2006-07

### Reprezentančni goli
| #  | Datum             | Prizorišče                 | Nasprotnik   | Gol za | Izid | Tekmovanje               |
| -- | ----------------- | -------------------------- | ------------ | ------ | ---- | ------------------------ |
| 1  | 8. oktober 2010   | Stadion Stožice, Ljubljana | Ferski otoki | 1–0    | 5–1  | Kvalifikacije za EP 2012 |
| 2  | 8. oktober 2010   | Stadion Stožice, Ljubljana | Ferski otoki | 2–0    | 5–1  | Kvalifikacije za EP 2012 |
| 3  | 8. oktober 2010   | Stadion Stožice, Ljubljana | Ferski otoki | 3–0    | 5–1  | Kvalifikacije za EP 2012 |
| 4  | 3. junij 2011     | Svangaskarð, Tórshavn      | Ferski otoki | 0–1    | 0–2  | Kvalifikacije za EP 2012 |
| 5  | 2. september 2011 | Stadion Stožice, Ljubljana | Estonija     | 1–1    | 1–2  | Kvalifikacije za EP 2012 |
| 6  | 15. november 2011 | Stadion Stožice, Ljubljana | ZDA          | 1–1    | 2–3  | Prijateljska tekma       |
| 7  | 15. november 2011 | Stadion Stožice, Ljubljana | ZDA          | 2–3    | 2–3  | Prijateljska tekma       |
| 8  | 12. oktober 2012  | Ljudski vrt, Maribor       | Ciper        | 1–0    | 2–1  | Kvalifikacije za SP 2014 |
| 9  | 12. oktober 2012  | Ljudski vrt, Maribor       | Ciper        | 2–0    | 2–1  | Kvalifikacije za SP 2014 |
| 10 | 31. maj 2013      | Schüco Arena, Bielefeld    | Turčija      | 2–0    | 2–0  | Prijateljska tekma       |